# 奴隶契约
奴隶契约（韓語：노예계약）是韩国流行音乐艺人以及他们的经纪代理所签署的一种长期的，通常是不公平的协议。

## 环境
有抱负的K-pop偶像被称为“練習生”，当練習生年龄在十多岁时，与娛樂公司签订合同。  按照韩国娱乐法律协会前负责人的说法，一間公司可能需要十年的时间来培养受训人员，并在舞台上登场。  練習生和K-pop偶像都经常在宿舍生活，他们的管理机构控制着他们的饮食、生活等。在大多数合同下，練習生和K-pop偶像都被要求给管理机构支付歌舞课程费用、衣柜费用、生活费用等。 因此，K-pop偶像可能没有大的利润。
2008年，男团TVXQ当中的三个成员将其經紀公司SM Entertainment告上法庭。，声称經紀公司的13年合同太长、限制性过大，且几乎没有从他们的成功当中得到利润。次年，韩国公平交易委员会（KFTC）制定了将娱乐合同限制为七年的规则。2017年，KFTC再次限制娱乐合同。

## 懲戒
2002年7月18日，韓國公正交易委員會針對演藝經紀公司之間的不平等條約以及惡性競爭做出懲戒與評估，表示在大部分藝人專屬合約書中，藝人只有義務條款，沒有權利條款（包括賠償損失權、賠償請求權、轉讓合約、合約解釋等條款），對藝人單方面不利。裁定SM娛樂濫用職權，進行與通常慣例不同的不當交易形式。由於SM娛樂過分損害藝人權益，應賠償給安勝浩三倍合約金、三倍總投資額（唱片製作費用及各種費用）、三倍的剩餘合約期間預期利潤，以及額外的五千萬韓元罰金。賠償給文熙俊五倍合約金、五倍總投資額（唱片製作費用及各種費用）、三倍的剩餘合約期間預期利潤，以及額外的一億韓元罰金。調查結果還顯示SM娛樂有違反股票市場法律規定的嫌疑，濫用股權影響力控制電視台。同時，韓國公正交易委員會下令全國各電影製片公司、唱片公司和演藝經紀公司主動向檢察機構坦白以往的不法行為，若發現心存僥倖、企圖隱瞞者將會面臨公檢機構刑事訴訟的懲戒。
但是SM娛樂提出了取消命令訴訟，辯駁合約是考量到投資風險。2004年4月，首爾高等法院在「奴隸契約」的相關案件上，認為投資風險必須由投資者承擔，判決SM娛樂敗訴。首爾高等法院特別搜查部表示：「SM娛樂知道合約是對練習生不利的，公司可以決定交易條件和是否終止合約，因此處於優越地位，這是不公平的交易」。

## 其他奴隸契約訴訟案例
| 原告     | 被告                 | 結果 ∕ 訴訟進度                                                                 |
| -------- | -------------------- | ------------------------------------------------------------------------------- |
| B.A.P    | TS Entertainment     | 和解                                                                            |
| 本月少女 | Block Berry Creative | Chuu츄確定勝訴(2024年6月) Yves、夏瑟、Go Won、慧舟、汝眞一審勝訴(2025年4月17日) |

| 原告   | 被告               | 結果 ∕ 訴訟進度 |
| ------ | ------------------ | --------------- |
| 李昇基 | HOOK Entertainment | 訴訟中          |